# Pálffy Károly József Jeromos
Erdődi herceg Pálffy Károly József Jeromos (Karl Joseph Hieronymus Pálffy, Bécs, 1735. október 1. – Bécs, 1816. május 25.) magyar főnemes, főispán.

## Élete
Pálffy Miklós gróf országbíró és Althann Mária Anna grófnő fia. Gondos nevelésben részesült és államhivatali pályáját az alsó-Ausztriai tartományi törvényszéknél kezdte. 1757-ben császári és királyi kamarás lett, mely tisztében tényleges szolgálatban állott 13 évig II. József császár környezetében. 1762. december 5-én mint császári és királyi udvari tanácsos a császári és királyi udvari kamaránál a bank udvari küldöttségéhez volt kinevezve. 1763-ban nőül vette Liechtenstein Emanuel (1700-1771) leányát Mária Terézia Annát, mely házasságból származott fia József a majorátust örökölte. 1774. május 17-én az udvari kamara alelnöke lett és azon év július 18-án valóságos belső titkos tanácsossá nevezték ki. 1777. december 2-án óhajtása szerint, mivel hazáját akarta szolgálni, a magyar udvari kamara alelnöki tisztét nyerte el. 
Mária Terézia magyar királynő 1778-ban a bajor örökösödési háború kitörése után II. Józsefhez küldte a hadsereghez. 1779. március 9-én Zemplén vármegye főispánja lett; 1780-ban az egyetemnek Budán tartott felavatási ünnepélyére királyi biztosul küldte a király. 1782. november 14-én az aranygyapjas rendet és 1783. augusztus 4-én a curiae regiae magister méltóságot kapta. II. József császár 1787. március 4-én Magyar- és Erdélyország udvari kancellárjává nevezte ki és a magyar Szent István-rend nagy keresztjével a rend kancellárjává tette. 1791. május 14-én mint a család legidősebb tagja Pozsony vármegye örökös főispánja és Pozsony várának kapitánya lett. Amikor 1807-ben előhaladott kora miatt nyugalomba lépett, november 1-jén hűséges szolgálataiért hercegi méltóságra emelték. Az akkori magyar irodalmi vállalatok nagy részét íróink az ő pártfogásával igyekeztek megindítani; ezért Péczeli József és Kazinczy Ferenc folyvást magasztalták őt mint a nemzeti törekvések buzgó előharcosát. Szabadkőműves, s a magyarországi páholyok nagymestere volt.
Péczeli Józsefhez intézett francia levelét Voltaire Henriásának fordítása ügyében Kazinczy az Orpheusban (1790. I. 15-17. l.) magyar fordításban közli; latin fölterjesztése az uralkodóházhoz Zemplén megye közgyűlése határozatából. Bécs, 1801. ápr. 24. (Kazinczy Ferencz Levelezése II. 594. l.).
Munkája: Gróf Pálffy Károly udvari kantzelláriusnak az ország rendeihez tartott beszéde (1790), Bőjt más havának 13-dik napján volt közönséges audientiának alkalmatosságával. (Ezt követi: Responsum primatis regni C. Josephi a Battian occasione eadem). Hely és év n.
Arcképe rézmetszet: rajzolta Pauer, metszette Mark Bécsben, 1791. (Merkur von Ungarn. Pest, 1786. II. 3. füzetében és Orpheus 1790. I. kötetében; ugyanennek lenyomata a Vasárnapi Ujságban 1891 50. sz.).